# Saint Vincent en de Grenadines

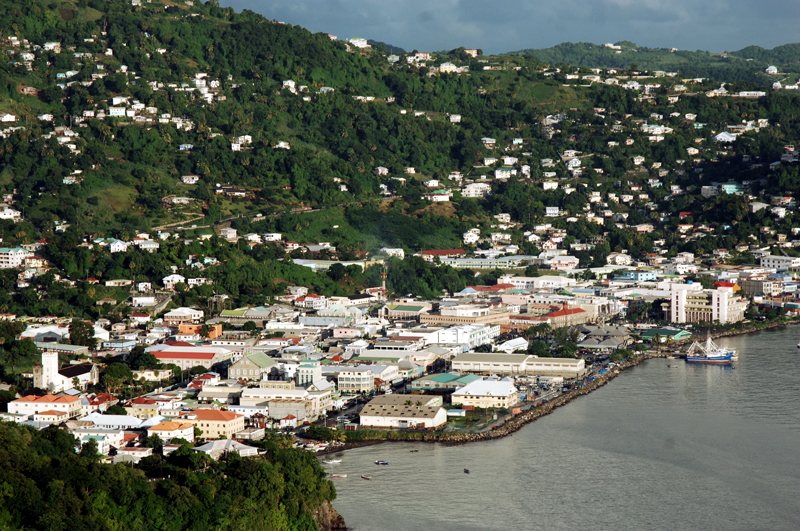
De hoofdstad Kingstown gezien vanaf Fort Charlotte

Saint Vincent en de Grenadines (Engels: Saint Vincent and the Grenadines) is een onafhankelijk land in de Caribische Zee ten noorden van Grenada. Het maakt deel uit van het Brits Gemenebest en bestaat uit het circa 20 kilometer lange Saint Vincent en een aantal kleine eilandjes - de Grenadines, waaronder Bequia, Baliceaux Island, Mustique, Petit Mustique island, Savan Island, Petit Canouan, Canouan, Mayreau, Tobago Cays, Union Island en Petit St Vincent Island. De hoofdstad van het land is Kingstown op het eiland Saint Vincent. Het land is een monarchie (een Commonwealth realm) met als staatshoofd Charles III.

## Geschiedenis
De eilanden werden in 1719 door Frankrijk op de inheemse bevolking veroverd. Bij de Vrede van Parijs (1763), gesloten tussen Groot-Brittannië, Frankrijk en Spanje, werden Saint Vincent en de Grenadines aan Groot-Brittannië toegewezen. In 1979 werd het land officieel onafhankelijk.

## Geografie
De eilandengroep vormt een onderdeel van de Bovenwindse Eilanden van de Kleine Antillen. "Bovenwinds" in de naam van de eilandengroep verwijst naar de ligging ten opzichte van de heersende noordoostelijke passaatwind.
De geografie van het belangrijkste eiland Saint Vincent is grotendeels vulkanisch, en omvat maar weinig vlakke bodem. Er is ook een groot verschil tussen de kustlijnen aan beide kanten van het eiland. De windwaartse kant (de oostkust) is zeer rotsachtig, terwijl de lijzijde (de westkust) uit vele zandige stranden bestaat en veel meer baaien heeft.

## Staatsinrichting
Saint Vincent en de Grenadines is een constitutionele monarchie en heeft Charles III als staatshoofd. De koning wordt er in de praktijk vertegenwoordigd door een gouverneur-generaal. Het parlement van het land bestaat uit één kamer (de House of Assembly) en heeft een zittingsperiode van vijf jaar. De regering wordt geleid door de premier; sinds 2001 is dit Ralph Gonsalves.
Zie ook:
- Lijst van premiers van Saint Vincent en de Grenadines
- Lijst van gouverneurs-generaal van Saint Vincent en de Grenadines

### Bestuurlijke indeling
Het land is onderverdeeld in zes parishes; vijf voor Saint Vincent en een voor de Grenadines.

## Cultuur
Ten westen van de stad Kingstown ligt Fort Charlotte, vernoemd naar Charlotte van Mecklenburg-Strelitz (1744-1818), de echtgenote van koning George III. Het fort is gebouwd in 1806. Andere bezienswaardigheden op de eilanden zijn drie kerken: de Anglicaanse kathedraal gewijd aan St.-George uit het begin van de 19e eeuw, de katholieke kathedraal uit 1823 en de Methodistenkerk met een fraai orgel en glas in lood-ramen. 
De traditionele cultuur is te zien op de markt van Kingstown, waar naast lokale etenswaren ook ambachtelijke producten worden verkocht. 
Het landelijke radiostation wordt deels door de staat gefinancierd, de pers is volledig privé. In het land verschijnen één dagblad en drie weekbladen. Naast het particuliere televisiekanaal zijn er een aantal particuliere radiostations. 
Saint Vincent neemt sinds 1988 deel aan de Olympische Spelen met een team van 2-8 atleten. Er werden nog geen medailles behaald.

## Bekende inwoners van Saint Vincent en de Grenadines
- Inga Rhonda King, permanent vertegenwoordiger van Saint Vincent en de Grenadines bij de VN

Antigua en Barbuda · Bahama's · Barbados · Belize · Canada · Costa Rica · Cuba · Dominica · Dominicaanse Republiek · El Salvador · Grenada · Guatemala · Haïti · Honduras · Jamaica · Mexico · Nicaragua · Panama · Saint Kitts en Nevis · Saint Lucia · Saint Vincent en de Grenadines · Trinidad en Tobago · Verenigde Staten

Land van het Koninkrijk der Nederlanden: Aruba · Curaçao · Sint Maarten

Nederlands openbaar lichaam: Bonaire · Sint Eustatius · Saba

Frans overzees departement: Guadeloupe · Martinique

Overzees gebied van het Verenigd Koninkrijk: Anguilla · Bermuda · Britse Maagdeneilanden · Kaaimaneilanden · Montserrat · Turks- en Caicoseilanden

Overige gebieden: Amerikaanse Maagdeneilanden · Clipperton · Groenland · Puerto Rico · Saint-Barthélemy · Saint-Martin · Saint-Pierre en Miquelon
Antigua en Barbuda ·
Australië ·
Bahama's ·
Bangladesh ·
Barbados ·
Belize ·
Botswana ·
Brunei ·
Canada ·
Cyprus · 
Dominica ·
Fiji ·
Ghana ·
Grenada ·
Guyana ·
India ·
Jamaica ·
Kameroen ·
Kenia ·
Kiribati ·
Lesotho ·
Malawi ·
Maleisië ·
Malta ·
Mauritius ·
Mozambique ·
Namibië ·
Nauru ·
Nieuw-Zeeland ·
Nigeria ·
Oeganda ·
Pakistan ·
Papoea-Nieuw-Guinea ·
Rwanda ·
Saint Kitts en Nevis ·
Saint Lucia ·
Saint Vincent en de Grenadines ·
Salomonseilanden ·
Samoa ·
Seychellen ·
Sierra Leone ·
Singapore ·
Sri Lanka ·
Swaziland ·
Tanzania ·
Tonga ·
Trinidad en Tobago ·
Tuvalu ·
Vanuatu ·
Verenigd Koninkrijk ·
Zambia ·
Zuid-Afrika
 Antigua en Barbuda ·  Bahama's ·  Barbados ·  Belize ·  Dominica ·  Grenada ·  Guyana ·  Haïti ·  Jamaica ·  Montserrat ·  Saint Kitts en Nevis ·  Saint Lucia ·  Saint Vincent en de Grenadines ·  Suriname ·  Trinidad en Tobago